# Martin Crewes
Martin Crewes (Londra, 1968) è un attore australiano.

## Biografia
Nato in Inghilterra si trasferì in Australia quando aveva 10 anni, studiò alla Western Australian Academy of Performing Arts (WAAPA), la stessa scuola dove studiarono fra gli altri Hugh Jackman, Lisa McCune e Frances O'Connor.
Ha recitato in diversi musical a Londra, tra cui South Pacific, Les Misérables, Hair, West Side Story, Joseph and the Amazing Technicolor Dreamcoat, The Wizard of Oz e Aspects of Love.

## Filmografia
- Resident Evil (2002)
- Rita da Cascia  (2004)  miniserie televisiva italo-anglo-tedesca
- DOA: Dead or Alive (2006)

## Doppiatori italiani
- Vittorio De Angelis in Resident Evil
- Francesco Prando in Rita da Cascia

## Riconoscimenti
- Green Room Award, 2002